# Xysticus sagittifer
Xysticus sagittifer là một loài nhện trong họ Thomisidae.
Loài này thuộc chi Xysticus. Xysticus sagittifer được George Newbold Lawrence miêu tả năm 1927.